# Distrito de Acos Vinchos
El Distrito de Acos Vinchos es uno de los dieciséis distritos que conforman la Provincia de Huamanga, ubicada en el Departamento de Ayacucho, Perú.

## Historia
El distrito fue creado en los primeros años de la República.

## Autoridades

### Municipales
- 2019 - 2022[2]
  - Alcalde: Carlos Alberto Ayme Simón, de Qatun Tarpuy.
  - Regidores:

  1. Víctor Risco Gutiérrez (Qatun Tarpuy)
  2. Esteban Sulca Quispe (Qatun Tarpuy)
  3. Rebeca Chihua Ccollana (Qatun Tarpuy)
  4. Nicanor Huamaní Peralta (Qatun Tarpuy)
  5. Alfredo Sebastián Talavera Arone (Musuq Ñan)

### Alcaldes
| N.º | Alcalde                    | Partido                                                  | Inicio del mandato | Fin del mandato |
| --- | -------------------------- | -------------------------------------------------------- | ------------------ | --------------- |
| 1   | Luis Cordova Vásquez       | Coalición APRA - UNO                                     | 1964               | 1966            |
| 2   | Luis Cordova Vásquez       | Coalición APRA - UNO                                     | 1967               | 1969            |
| 3   | Jorge Pérez Arrea          | Acción Popular                                           | 1981               | 1983            |
| 4   | Wenceslao Quispe Castro    | L.I. N° 3                                                | 1993               | 1995            |
| 5   | Manuel Pérez Mendoza       | L.I. Nro 23 Movimiento Independiente Gran Cambio Vecinal | 1996               | 1998            |
| 6   | Víctor Castro Chuñocca     | Movimiento Independiente Vamos Vecino                    | 1999               | 2002            |
| 7   | Víctor Castro Chuñocca     | Alianza Electoral Vamos Vecino                           | 2003               | 2006            |
| 8   | Flor Rosmeri Pérez Barreto | Movimiento Independiente Innovación Regional             | 2007               | 2010            |
| 9   | Esteban Paucca Gutiérrez   | Partido Aprista Peruano                                  | 2011               | 2014            |
| 10  | Fermín Sulca Acuña         | Alianza Renace Ayacucho                                  | 2015               | 2018            |